# Economia della Valle d'Aosta
L'economia della Valle d'Aosta si basa soprattutto sul settore terziario, in particolare sul turismo.

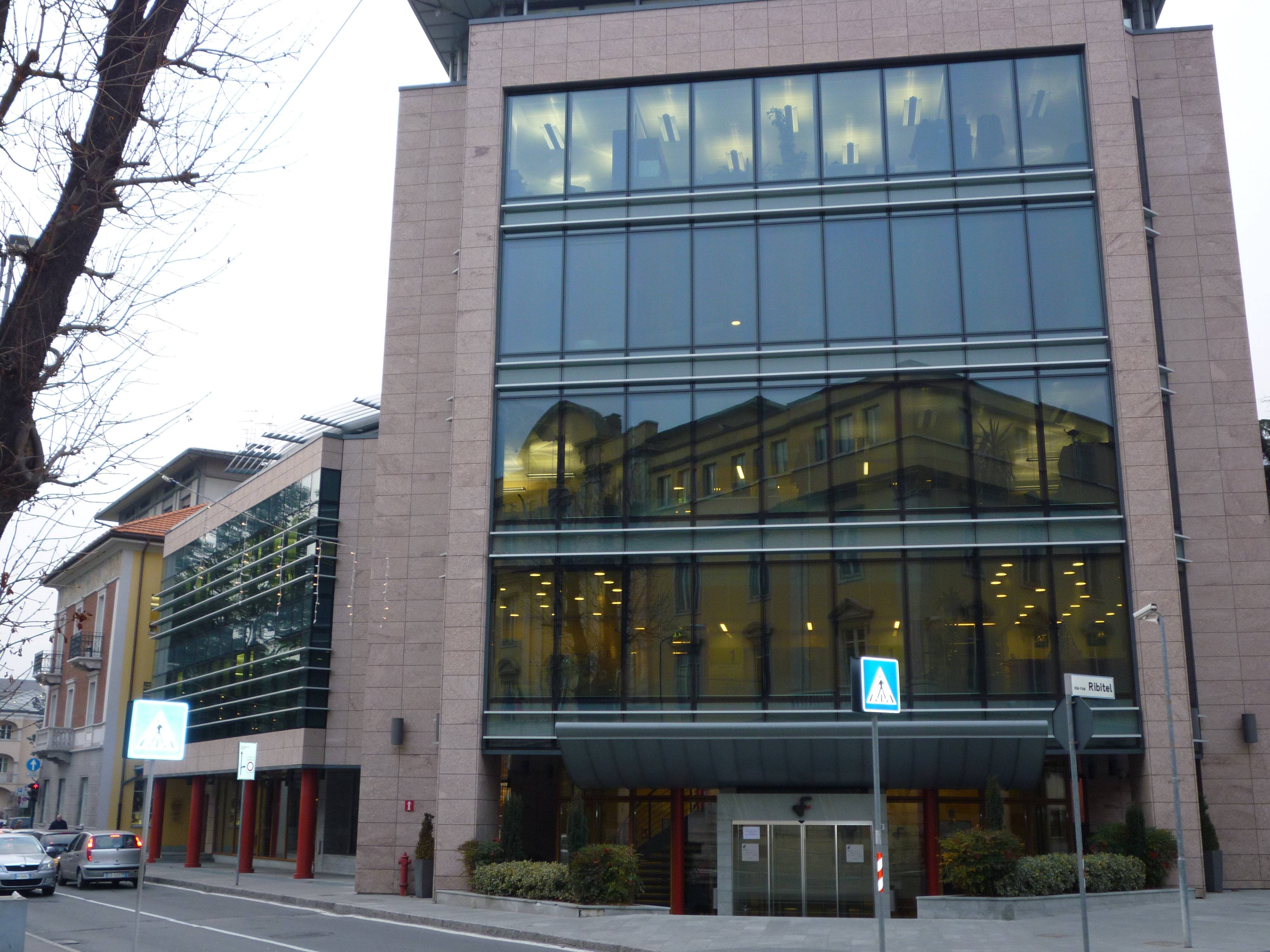
La sede della Finaosta S.p.A., sita tra via René Ribitel e via Jean-Boniface Festaz

Inoltre l'autonomia amministrativa conferita dallo statuto speciale ha ripercussioni rilevanti sulla gestione dell'economia locale e delle finanze, che sono controllate a livello regionale, con una partecipazione pressoché nulla da parte del governo centrale italiano.
Sono presenti sul territorio due strutture principali. La prima è la Chambre valdôtaine des entreprises et des activités libérales (in italiano, la Camera valdostana delle imprese e delle attività liberali, indicata il più delle volte semplicemente come Chambre valdôtaine), la camera di commercio regionale, istituita il 20 maggio 2002 con la legge regionale nº7, e attiva dal 1º giugno 2005. Si tratta di un organismo autonomo di diritto pubblico che lavora al servizio delle imprese locali e dei consumatori, in stretta collaborazione con l'amministrazione regionale e con gli enti locali.
La seconda è la Finaosta S.p.A., la compagnia finanziaria regionale, istituita nel 1982 secondo la legge regionale nº16, sostituita in seguito dalla legge regionale nº7 del 2006. Il capitale sociale è interamente intestato alla regione autonoma Valle d'Aosta. La Finaosta ha come scopo lo sviluppo socioeconomico della regione, tramite degli interventi mirati per favorire la modernizzazione delle attività imprenditoriali locali, in accordo con le autorità regionali.
Gli organi finanziari regionali lavorano in collaborazione con la Banca di credito cooperativo valdostana, l'istituto bancario unico a livello regionale.

## Dati economici
Di seguito la tabella che riporta il PIL ed il PIL procapite prodotto nella Vallée dal 2000 al 2006 e dal 2013 al 2017:
|                                              | 2000     | 2001     | 2002     | 2003     | 2004     | 2005     | 2006    | 2013     | 2014     | 2015     | 2016     | 2017    |
| -------------------------------------------- | -------- | -------- | -------- | -------- | -------- | -------- | ------- | -------- | -------- | -------- | -------- | ------- |
| Prodotto interno lordo (Milioni di Euro)     | 3.224,9  | 3.352,3  | 3.508,0  | 3.664,8  | 3.844,0  | 3.918,9  | 4.059,8 | 4.417,1  | 4.422,5  | 4.404,7  | 4.359,3  | 4.458,0 |
| PIL ai prezzi di mercato per abitante (Euro) | 27.077,4 | 28.076,4 | 29.185,0 | 30.162,9 | 31.379,5 | 31.757,5 |         | 34.427,7 | 34.442,9 | 34.478,1 | 34.949,0 |         |

Di seguito la tabella che riporta il PIL, prodotto in Valle d'Aosta ai prezzi correnti di mercato nel 2006, espresso in milioni di euro, suddiviso tra le principali macro-attività economiche:
| Macro-attività economica                                                         | PIL prodotto | % settore su PIL regionale | % settore su PIL italiano |
| Agricoltura, silvicoltura, pesca                                                 | 43,0 €       | 1,06%                      | 1,84%                     |
| Industria in senso stretto                                                       | 451,1 €      | 11,11%                     | 18,30%                    |
| Costruzioni                                                                      | 377,6 €      | 9,30%                      | 5,41%                     |
| Commercio, riparazioni, alberghi e ristoranti, trasporti e comunicazioni         | 717,2 €      | 17,67%                     | 20,54%                    |
| Intermediazione monetaria e finanziaria; attività immobiliari ed imprenditoriali | 797,1 €      | 19,63%                     | 24,17%                    |
| Altre attività di servizi                                                        | 857,8 €      | 21,13%                     | 18,97%                    |
| Iva, imposte indirette nette sui prodotti e imposte sulle importazioni           | 815,9 €      | 20,10%                     | 10,76%                    |
| PIL Valle d'Aosta ai prezzi di mercato                                           | 4059,8 €     |                            |                           |

Il confronto tra il dato regionale e il dato nazionale, espressi in termini percentuali, evidenzia una maggiore incidenza nell'economia regionale, rispetto alla media nazionale, del settore delle costruzioni e degli altri servizi, tra i quali sono compresi i servizi della Pubblica Amministrazione, della Sanità e dell'Istruzione.
Tuttavia, tutti i settori della Regione, sono fortemente influenzati, direttamente o indirettamente, dalla spesa pubblica della Regione, senza la quale, la Regione sarebbe oggetto di forte migrazione verso le altre regioni d'Italia o all'estero.

## Agricoltura e viticoltura

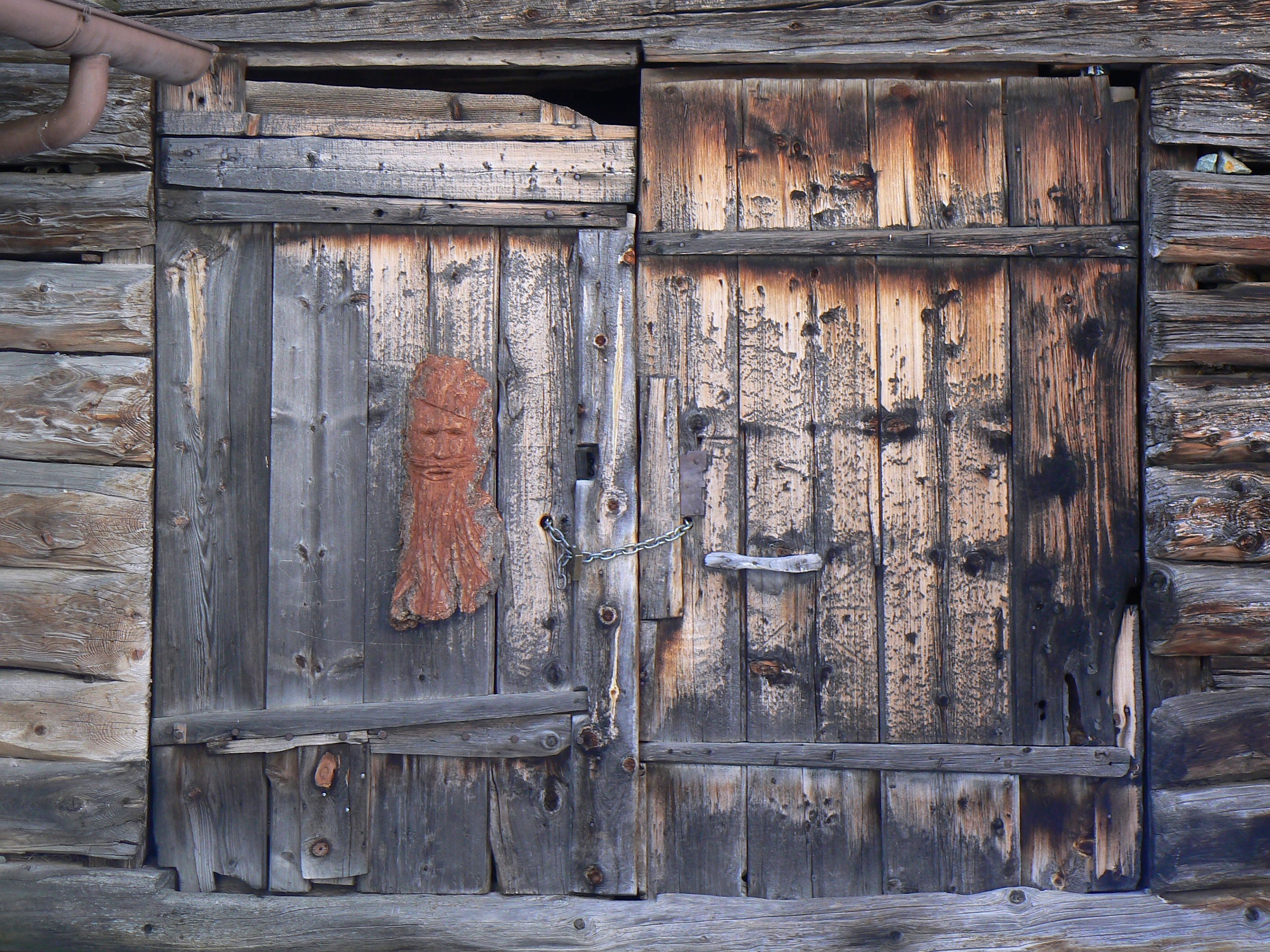
Questa maschera fatta di corteccia di pino intagliata, su un vecchio portone nel villaggio di Nex, in Valsavarenche, testimonia la pratica artigianale della lavorazione del legno, che un tempo costituiva una voce dell'economia valdostana

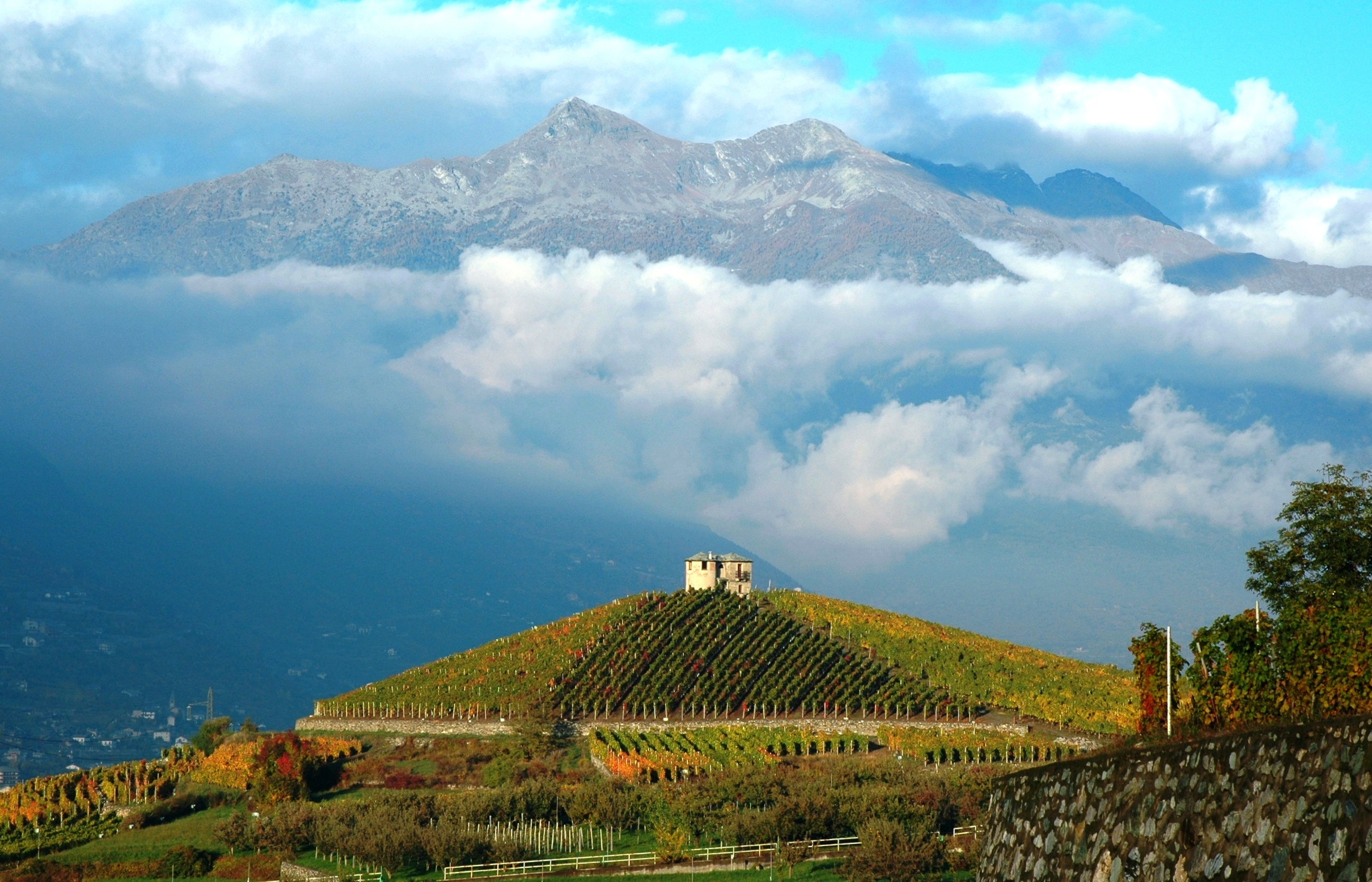
Vigneti a Aymavilles.

Per quanto riguarda l'agricoltura c'è da rilevare che circa il 35% del territorio coltivabile è improduttivo ai fini agricoli. Nonostante ciò, vengono intensamente sfruttati, nelle zone di montagna, i boschi (pini, larici e abeti) e i pascoli, per favorire in particolare l'allevamento bovino e, in misura ristretta, caprino, e la conseguente produzione lattiero-casearia (su tutti, la Fontina DOP), che costituisce uno dei settori di punta a livello regionale. La maggiore azienda che assicura la produzione e la vendita di latticini tradizionali è la Centrale laitière de la Vallée d'Aoste.
Nelle vallate vi è una discreta attività agricola con la coltivazione di patate, alberi da frutto (in particolare mele), di vari ortaggi e di cereali. All'adret, vale a dire sui versanti soleggiati, i terrazzamenti rendono possibile la coltivazione di patate, foraggio e soprattutto della vite, la cui qualità è universalmente riconosciuta, malgrado l'altitudine e la difficoltà di costruzione dei terrazzamenti.

## Industria
L'industria occupa circa il 33% della popolazione attiva della regione, contribuendo per circa un terzo alla ricchezza complessiva prodotta.
Le industrie sono concentrate nella bassa valle (tra Verrès-Champdepraz e Pont-Saint-Martin) e sono spesso di piccole-medie dimensioni. Sono attive nei settori tessili, edilizi, della meccanica, del legno e della carta.
Un'eccezione è rappresentata dall'industria siderurgica Cogne, con sede ad Aosta, acciaieria storicamente alla base dell'economia e del mercato del lavoro regionale, basata sulla miniera di ferro di Colonna (nell'alta val di Cogne) e su quella di carbone di La Thuile. Oggi il volume d'affari della Cogne è notevolmente ridotto rispetto al passato, e si concentra sulla produzione di acciai speciali, soprattutto sul mercato estero. Un ulteriore ambito industriale importante è quello relativo alla lavorazione del legno, in vari punti del territorio regionale.
Due crisi hanno colpito l'industria della regione a inizio anni '90: la prima ha colpito l'edilizia e la seconda ha colpito la sidelurgia, quest'ultima una delle cause della già menzionata riduzione di affari dell'industria sidelurgica Cogne.

## Settore primario
Molto importante per qualità, immagine, storia e tradizione, è il settore alimentare con numerose cantine (vino DOP) e distillerie tradizionali. Lo sviluppo di questo settore è assicurato dalla collaborazione tra alcune grosse realtà cooperative e altre piccole o medie realtà private.
Altri prodotti di punta nel settore alimentare sono la celebre Fontina (assieme ad altri formaggi locali, quali il Fromadzo), i prodotti tipici lattiero-caseari, gli alberi da frutto (meli e peri), le castagne, il miele, funghi, i salumi tipici (tra cui spicca il Jambon de Bosses) e in misura ristretta la carne bovina.
L'Association Régionale des Éleveurs Valdôtains (AREV) si occupa di fornire sostegno finanziario e assistenza agli allevatori bovini, caprini e ovini presenti sul territorio regionale, nonché assicura la valorizzazione delle razze autoctone.

### Energia idroelettrica
L'abbondanza d'acqua, l'orografia del territorio e la presenza di dislivelli molto ampi hanno favorito la produzione di energia idroelettrica, gestita a livello regionale dalla Compagnia Valdostana delle Acque/Compagnie valdôtaine des eaux (CVA). L'energia elettrica è in generale gestita a livello regionale dall'azienda CVA Trading (ex Vallénergie). Tuttavia, negli ultimi tempi, a seguito della liberalizzazione del settore energetico nazionale, alcuni piccoli operatori privati sono diventati produttori di energia idroelettrica, tra le molte difficoltà amministrative poste proprio dalla Amministrazione Regionale per impedire il profitto privato su una risorsa pubblica come l'acqua, alla quale si preferisce spesso la non valorizzazione economica piuttosto che singoli privati la utilizzino.

## Turismo

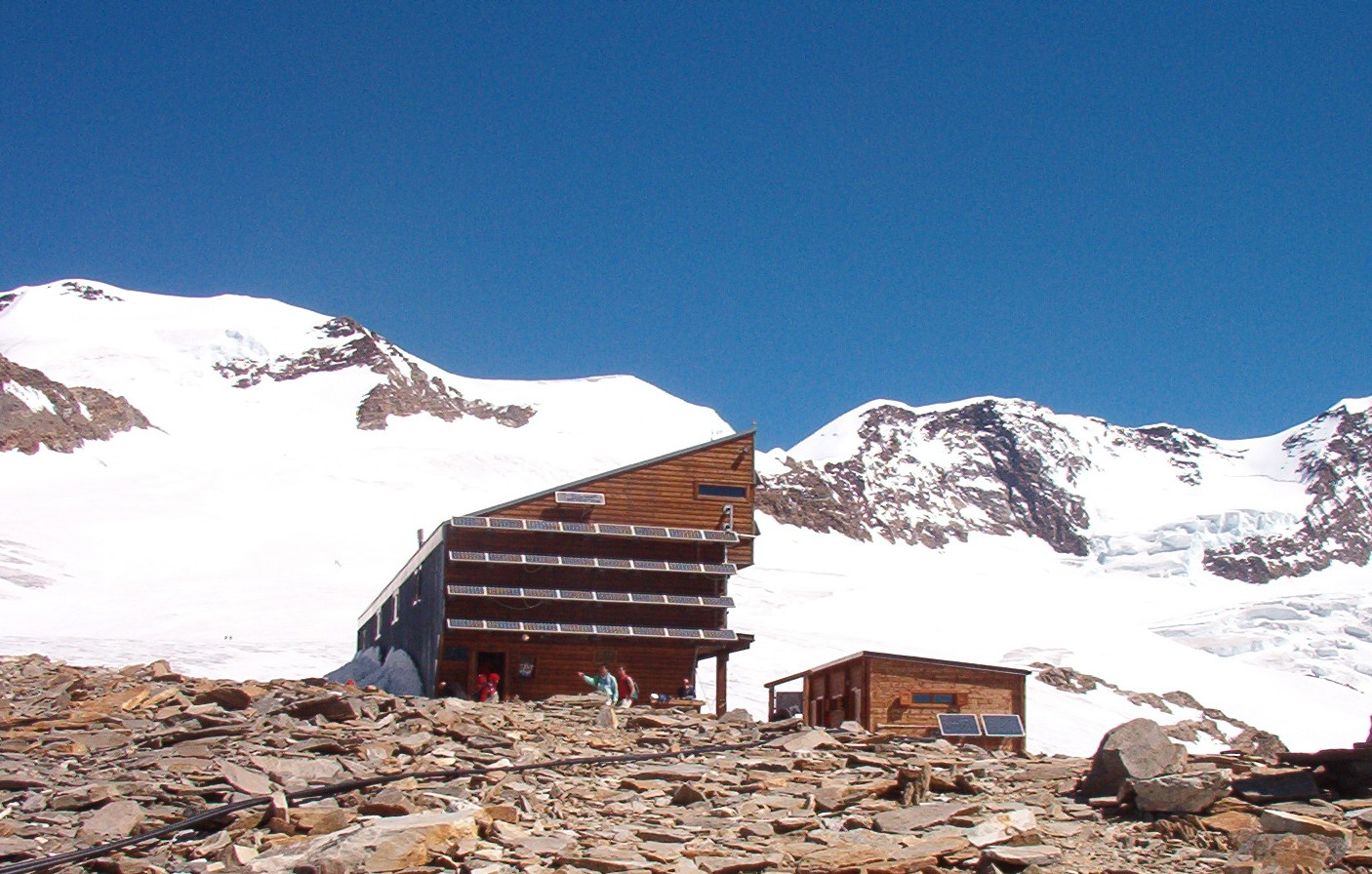
Rifugio Quintino Sella al Felik.

Gli arrivi turistici nel 2007 sono stati di 562.843 italiani e 278.245 stranieri, in forte calo rispetto agli anni passati.
Il parco nazionale del Gran Paradiso da ormai un secolo è l'attrattiva maggiore per il turismo naturalistico nella Valle d'Aosta. Nel parco si può entrare in contatto con diverse specie di fauna e di flora.
Oltre al parco il turismo è molto sviluppato soprattutto nel settore alpinistico e sciistico.
La valle è ricca di rifugi alpini, di sentieri attrezzati, di percorsi naturalistici.
Tra i sentieri attrezzati si possono segnalare:
- Alta via della Val d'Aosta n. 1
- Alta via della Val d'Aosta n. 2
- Tour del Cervino
- Tour del Monte Rosa
- Tour del Monte Bianco
- Tour des Combins

### Turismo invernale
Le principali stazioni sciistiche della valle sono:
- Per lo sci da discesa:
  - Courmayeur (comprensorio sciistico di Plan Chécrouit), ai piedi del Monte Bianco;
  - Breuil-Cervinia (comprensorio sciistico del Plateau Rosa), vicino al Cervino, collegato alla stazione svizzera di Zermatt (comprensorio sciistico Matterhorn Ski Paradise) e alla stazione sciistica di Valtournenche;
  - Gressoney-Saint-Jean (comprensorio dei Weissmatten) collegato con la stazione di Champoluc, nell'alta val d'Ayas e a Gressoney-La-Trinité, nonché al comprensorio di Alagna Valsesia, in Piemonte, ai piedi del Monte Rosa (comprensorio del Monterosa Ski);
  - La Thuile, collegata alla stazione francese de La Rosière nel comprensorio internazionale dell'Espace San Bernardo;
  - Pila, collegato direttamente ad Aosta da una telecabina.
  - Champorcher
  - Crévacol (Saint-Rhémy-en-Bosses);
- Per lo sci di fondo:
  - Cogne e la Valnontey, ai piedi del massiccio del Gran Paradiso;
  - Rhêmes-Notre-Dame
  - Flassin (Saint-Oyen);
  - Lignan, nel vallone di Saint-Barthélemy;
  - Ollomont;

Le principali località turistiche sono centri a carattere montano, caratterizzate dalla presenza di numerosi impianti di risalita, spesso parte di ampi caroselli sciistici, di strutture per la pratica degli sport invernali e per la possibilità di godere di un panorama boschivo.
Il centro più mondano della regione è Courmayeur, posto ai piedi del Monte Bianco, sebbene dal centro della cittadina sia impossibile vederne la vetta, è l'ultimo comune italiano che si incontra prima di arrivare in Francia tramite il Traforo del Monte Bianco (uscendo a Chamonix). Dal 1992 al 2011 la riduzione di presenze turistiche in Courmayeur è superiore dell'80%; importante centro turistico e per gli sport invernali, è attraversato dalla Dora Baltea, fiume che nasce dalla confluenza di due rami, ciascuno dei quali attraversa una delle due valli che è possibile raggiungere da Courmayeur: la Val Ferret e la Val Veny. Il Comune di Courmayeur potrebbe avere dei significativi ritorni economici dalle proprie risorse idroelettriche, in quanto è fra i primi paesi d'Italia per risorse idriche, ma queste non vengono valorizzate. Dista 27,5 km da Aosta.
Nell'alta Valtournenche si trova Breuil-Cervinia. "Breuil" è il nome originario in francese, probabilmente derivato dalla voce arpitana breuill (o braoulé), indicante i piani paludosi di montagna, toponimo molto diffuso in Valle d'Aosta, mentre "Cervinia" è quello italiano assegnato alla località in epoca fascista. Questa stazione sciistica appartiene al comune di Valtournenche, e sorge a 2003 m s.l.m., alle pendici del Cervino.

### Turismo termale
Importante è anche il turismo termale: i centri termali più importanti della Valle d'Aosta sono Saint-Vincent e Pré-Saint-Didier.

## Terziario
Piuttosto numeroso è il numero di dipendenti pubblici, principalmente impiegati presso la regione, che esplica numerosi servizi solitamente gestiti dallo Stato o dalle province, in base alle competenze stabilite dallo statuto autonomo.Va poi ricordato che anche il settore privato, direttamente o indirettamente, si è sviluppato sulla spesa della Regione, più che su un vero e proprio mercato. Questo rende la Regione quasi totalmente dipendente dai sussidi pubblici trasferiti alla stessa dallo Stato Italiano.
L'attività industriale sul territorio regionale è promossa e sviluppata dalla Srl Vallée d'Aoste Structure, che gestisce le due Pépinières d'entreprises (in italiano, "vivai d'impresa") ad Aosta e aPont-Saint-Martin.

### ITC
Una società in house della Regione e del Comune di Aosta è l'INVA Spa, costituita con la LR 81/1987, che si occupa dello sviluppo delle tecnologie dell'informazione e della comunicazione.

## Zona franca
Lo statuto speciale della Valle d'Aosta prevede l'istituzione di una zona franca sull'intero territorio, ma tale principio, proclamato sulla carta, è stato applicato nei fatti solo in parte, riguardo in particolare certi prodotti (profumi, caffè, liquori e zucchero), e inoltre recentemente abolito. La "querelle" della zona franca permane ad oggi una questione irrisolta.